# 樂蜀車站

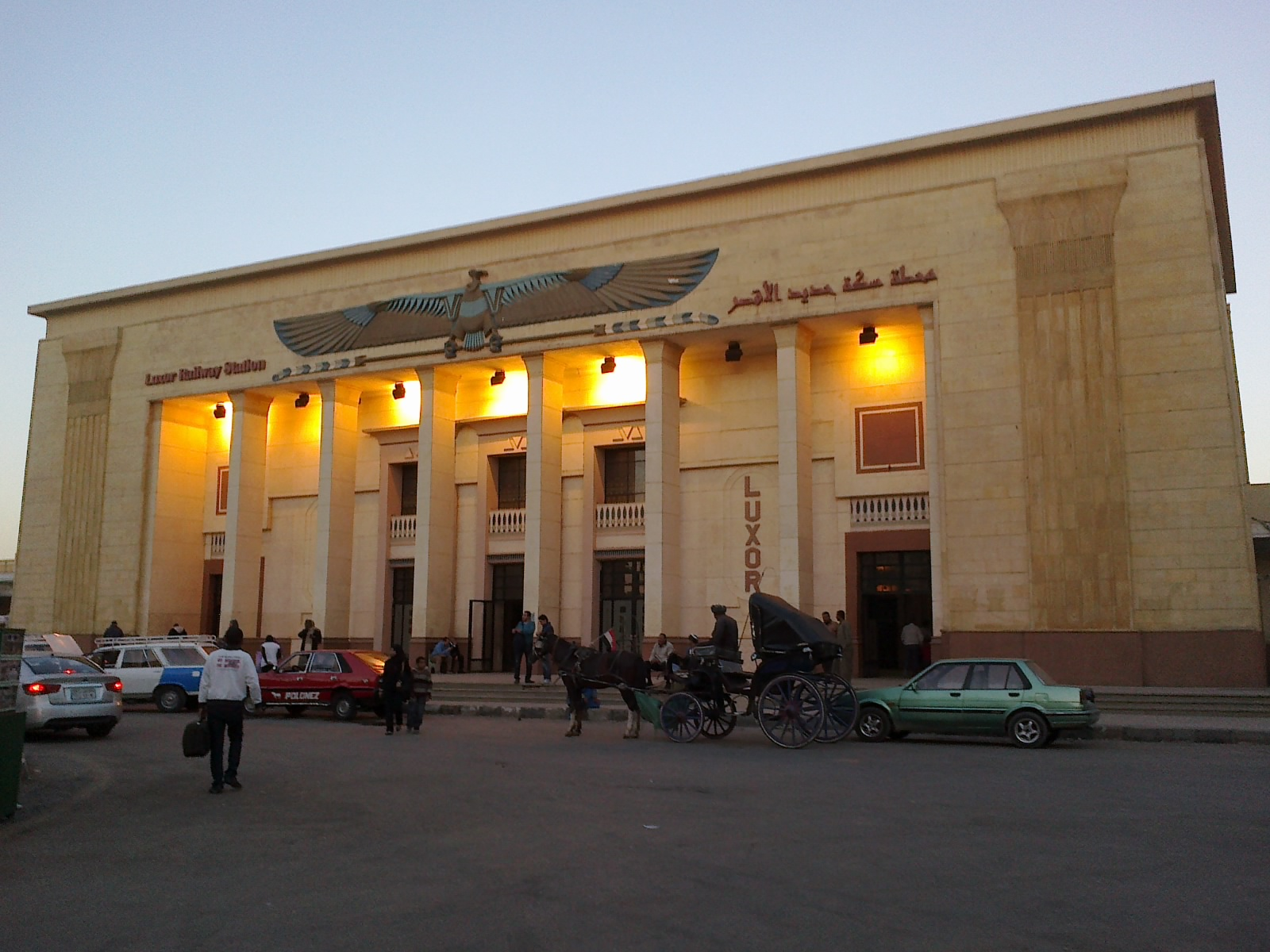
樂蜀車站

樂蜀車站（阿拉伯语：‎）是埃及著名觀光城市樂蜀的一座鐵路車站，由埃及國家鐵路管理，啟用於1898年。樂蜀車站位於樂蜀市中心，是連結亞歷山卓 - 開羅 - 盧克索 - 阿斯旺的鐵路線中的其中一站。